# جووانی میکلتو
جووانی میکلتو (ایتالیایی: Giovanni Micheletto; ۲۲ ژانویهٔ ۱۸۸۹ – ۲۹ سپتامبر ۱۹۵۸) دوچرخه‌سوار اهل ایتالیا بود.